# Badminton 1947
Höhepunkte des Badmintonjahres 1947 waren die All England, die Denmark Open, die Irish Open, die Scottish Open und die French Open. Der nationale Spielbetrieb lief in vielen Ländern erstmals nach dem Zweiten Weltkrieg wieder mit vollen Terminkalendern. In den USA, Kanada und Australien wurden wieder nationale Titelkämpfe ausgetragen. Japan richtete erstmals eine eigene Meisterschaft aus.
==Internationale Veranstaltungen ==
| Veranstaltung | Herreneinzel   | Dameneinzel    | Herrendoppel                   | Damendoppel                        | Mixed                         |
| ------------- | -------------- | -------------- | ------------------------------ | ---------------------------------- | ----------------------------- |
| All England   | Conny Jepsen   | Marie Ussing   | Tage Madsen Poul Holm          | Tonny Ahm Kirsten Thorndahl        | Poul Holm Tonny Ahm           |
| Denmark Open  | Poul Holm      | Tonny Ahm      | Preben Dabelsteen Jørn Skaarup | Aase Schiøtt Jacobsen Marie Ussing | Tage Madsen Kirsten Thorndahl |
| French Open   | A. J. Hone     | L. Barlow      | S. G. Bell A. J. Hone          | Mavis Henderson L. Barlow          | A. J. Hone Mavis Henderson    |
| Malaysia Open | Wong Peng Soon | Cecilia Samuel | Ooi Teik Hock Tan Kin Hong     | Cecilia Samuel Molly Chin          | Chan Kon Leong Cecilia Samuel |